# Крбава (Удбина)
Крбава је насељено мјесто у Лици. Припада општини Удбина, Личко-сењска жупанија, Република Хрватска.

## Географија
Крбава је удаљена око 19 км сјеверозападно од Удбине. Налази се у средишњем дијелу Крбавског поља.

## Историја
Насеље се некад звало Пишаћ. Крбава се од распада Југославије до августа 1995. године налазила у Републици Српској Крајини. До територијалне реорганизације у Хрватској насеље се налазило у саставу бивше велике општине Кореница.

## Становништво
Према попису из 1991. године, насеље Крбава је имала 134 становника, од којих је било 123 Срба, 9 Хрвата и 2 Југословена. Према попису становништва из 2001. године, Крбава је имала 38 становника. Крбава је према попису из 2011. године имала 37 становника.
Кроз дугу историју, у Крбави су присутна свега четири презимена - Смиљанић, Цвијановић, Чорак и Бунчић. Из братства крбавских Смиљанића потекао је и чувени јунак Илија Смиљанић, саборац славног Стојана Јанковића у бојевима са Турцима. Смиљанићи су, иначе, одувек чинили готово 90 посто становништва села Крбава, а подељени су неколико подгрупа које имају такозване "шпицнамете" или неку врсту подпрезимена - Белићи, Драговићи, Савићевићи, Николићи... - која нису у крвном сродству. Крбавски Смиљанићи, Цвијановићи и Бунчићи који су били најмалобројнији и угасили су се још пре Првог светског рата су Срби православне вере, док су Чорци подељени на Србе православце и Хрвате католике. До тога је дошло када је једна од великих кампања превођења Срба у католицизам коју је спроводио аустријски генерал Лаудон (једна велика шума између Крбавског поља и Коренице и данас носи назив "Лаудонов гај") обустављена у тренутку када је покрштена отприлике половина становника крбавског засеока Чорци.
| Националност       | 1991. | 1981. | 1971. | 1961. |
| Срби               | 123   | 148   | 211   |       |
| Југословени        | 2     | 18    | 6     |       |
| Хрвати             | 9     | 16    | 31    |       |
| остали и непознато |       | 1     |       |       |
| Укупно             | 134   | 183   | 248   | 328   |

| Демографија | Демографија | Демографија |
| Година      | Становника  | Становника  |
| ----------- | ----------- | ----------- |
| 1961.       | 328         |             |
| 1971.       | 248         |             |
| 1981.       | 183         |             |
| 1991.       | 134         |             |
| 2001.       | 38          |             |
| 2011.       |             | 37          |